# Home Grown
Home Grown var ett amerikanskt rockband, bildat 1994 i Orange County, Kalifornien. Det utgav tre fullängdsalbum och flera EP-skivor innan splittringen 2005. Bandets musik karakteriseras ofta som poppunk, med texter som avhandlar löjliga eller satiriska ämnen.

## Biografi

### Bandet bildas
Home Grown bildades i Orange County, Kalifornien 1994. Den ursprungliga sättningen bestod av John "John E. Trash" Tran (gitarr, sång), Adam "Adumb" Lohrbach (bas, sång), Ian "Slur" Cone (gitarr, bakgrundssång) och Bob Herco (trummor). Kvartetten började experimentera med olika musikstilar, däribland punkrock, pop, surf- och skatemusik, blandat med humoristiska texter.
Gruppen utgav sitt första studioalbum, That's Business, 1995 på Liberation Records. Skivan gjorde gruppen till en del av den säregna kaliforniska musikscenen på 1990-talet. Bandet genomförde flera spelningar och gav sig ut på dess första turné innan EP-skivan Wusappaning?! kom ut på svenska Burning Heart Records 1996.  

### Act Your Age
Inför nästa skiva skrev bandet på för det större skivbolaget Outpost Recordings. 1998 utkom albumet Act Your Age, vilket bidrog till att öka gruppens popularitet ytterligare. Kort därefter lämnade Cone bandet och ersattes av Justin Poyser. Med den nya sättningen utgav bandet EP-skivan Phone Home 1999. Senare samma år genomfördes en turné med Limbeck, med vilket man också släppte split-EP:n Connection.

### Medlemsbyten
År 2000 genomgick bandet flera medlemsbyten. Herco tvingades sluta för att genomgå en operation och rehabilitering för en hjärntumör. Därtill slutade även Poyser, vilket lämnade bandet utan en andregitarrist. Lohrbach och Tran rekryterade Darren Reynolds från bandet Longfellow som dess nya trummis och tillbringade en längre tid med att söka efter en passande andregitarrist. Utöver detta lade bandets skivbolag Outpost Records ner och lämnade därför gruppen utan ett skivkontrakt. Efter ett tag gav bandet upp sökandet efter en ny andregitarrist och fortsatte istället som en trio och skrev på för independentbolaget Drive-Thru Records.

### Kings of Pop
2002 släppte bandet sitt tredje album, Kings of Pop, vilket fick nationell genomslog i USA. Kort efter att det getts ut rekryterades Dan Hammond som andregitarrist. Bandet spelade även in musikvideor till låtarna "You're Not Alone" och "Kiss Me, Diss Me". Bandet turnerade intensivt för att stödja skivan och medverkade bland annat på Warped Tour.
Inför nästa skivsläpp, 2004 års EP When It All Comes Down, hade bandet textmässiga fokus ändrats där de tidigare humoristiska texterna hade ersatts av mer känslofulla sådana.

### Splittringen
I februari 2005 lämnade Lohrbach bandet för att istället börja i New Years Day. Home Grown fortsatte utan honom ett tag, med basisten Ted Vega som inhoppare på bandets livespelningar. Efter ett tag gick även de andra medlemmarna över till andra projekt. Tran startade bandet Red Panda med Bill Ueachi (även i Save Ferris), Hammond gick med i bandet Paper Models och Reynolds startade bandet Defender.
2006 släcktes bandets officiella webbplats ned och på sin Myspace-sida förklarades att bandet gjort ett uppehåll på obestämd tid. Bandet har inte spelat tillsammans eller spelat in material tillsammans sedan oktober 2005.

## Diskografi

### Album
| År   | Titel           | Bolag              | Format | Övrig information                                              |
| ---- | --------------- | ------------------ | ------ | -------------------------------------------------------------- |
| 1995 | That's Business | Liberation Records | CD/LP  | Debutalbumet                                                   |
| 1998 | Act Your Age    | Outpost Recordings | CD     | Sista skivan med gitarristen Ian Cone och trummisen Bob Herco. |
| 2002 | Kings of Pop    | Drive-Thru Records | CD/LP  | Sista albumet. Första med trummisen Darren Reynolds.           |

### EP & 7"-vinyl
| År   | Titel                  | Bolag                        | Format   | Övrig information                                                                      |
| ---- | ---------------------- | ---------------------------- | -------- | -------------------------------------------------------------------------------------- |
| 1994 | Smoking Is Cool        |                              | 7"-vinyl | Första singeln.                                                                        |
| 1996 | Wusappaning?!          | Burning Heart/Grilled Cheese | EP       | Släppt i USA av Grilled Cheese och i Europa av Burning Heart Records.                  |
| 1999 | Phone Home             | Outpost Recordings           | EP       | Första skivan med gitarristen Justin Poyser.                                           |
| 2000 | Connection             | Utility Records              | EP       | Split med Limbeck. Sista skivan med gitarristen Justin Poyser och trummisen Bob Herco. |
| 2004 | When It All Comes Down | Drive-Thru Records           | EP       | Sista skivan. Enda skivan med gitarristen Dan Hammond.                                 |

### Medverkan på samlingsskivor
| År   | Album                                          | Bolag                | Låt(ar)                                        | Övrig information                      |
| ---- | ---------------------------------------------- | -------------------- | ---------------------------------------------- | -------------------------------------- |
| 1996 | Punk Bites                                     | Fearless Records     | "Will You Dance With Me"                       |                                        |
| 1997 | Take Warning: The Songs of Operation Ivy       | Glue Factory Records | "Bombshell"                                    | Operation Ivy-cover.                   |
| 1997 | The Duran Duran Tribute Album                  | Mojo Records         | "Planet Earth"                                 | Duran Duran-cover.                     |
| 2000 | Sleighed: The Other Side of Christmas          | Hip-O Records        | "Christmas Crush"                              |                                        |
| 2001 | Welcome to the Family                          | Drive-Thru Records   | "Give it Up" (demo), "You're Not Alone" (demo) | Demoversioner for Kings of Pop.        |
| 2001 | Living Tomorrow Today: A Benefit for Ty Cambra | Asian Man Records    | "I Love You, Not" (demo)                       | Demoversion för skivan Kings of Pop.   |
| 2002 | Limited tour single                            | Drive-Thru Records   | "I Want More" (demo)                           | Outtake från Kings of Pop-sessionerna. |
| 2002 | "You're Not Alone"                             | Eat Sleep Records    | "Break Me Down", "Hope Sinks"                  |                                        |
| 2004 | Happy Holidays from Drive-Thru Records         | Drive-Thru Records   | "Feliz Navidad"                                |                                        |